# Dave Stallworth
Pour les articles homonymes, voir Stallworth.
David A. Stallworth, dit Dave Stallworth, né le 20 décembre 1941 à Dallas au Texas et mort le 15 mars 2017 à Wichita (Kansas), est un joueur américain de basket-ball. Il évolue durant sa carrière aux postes d'ailier fort et de pivot.

## Palmarès
- Champion NBA 1970